# Silbernitrid
Silbernitrid ist eine anorganische chemische Verbindung des Silbers aus der Gruppe der Nitride.

## Gewinnung und Darstellung
Silbernitrid kann durch Reaktion von Silber(I)-oxid mit Ammoniak in Ethanol gewonnen werden.

## Eigenschaften
Silbernitrid ist ein schwarzer flockiger Feststoff, der schwerlöslich in kaltem Wasser ist. Er ist löslich unter Zersetzung in verdünnten Mineralsäuren. Mit konzentrierten Säuren erfolgt eine explosionsartige Reaktion. An Luft beginnt bei 25 °C eine langsame Zersetzung, ab einer Temperatur von etwa 165 °C erfolgt der Zerfall explosionsartig. Die Verbindung ist sehr empfindlich gegen  mechanische Einflüsse auch im feuchten Zustand. Silbernitrid besitzt eine kubisch-flächenzentrierte Kristallstruktur und eine Bildungsenthalpie von +199,1 kJ/mol. Das Kristallgitter (a = 4,369 Å) wird  durch die kubisch-flächenzentrierte Anordnung der Silberatome gebildet, in deren Oktaederlücken sich der Stickstoff befindet.